# Дејвис (Калифорнија)
Дејвис (енгл. Davis) град је у америчкој савезној држави Калифорнија. По попису становништва из 2010. у њему је живело 65.622 становника.

## Демографија
Према попису становништва из 2010. у граду је живело 65.622 становника, што је 5.314 (8,8%) становника више него 2000. године.
| Група             | 2000.          | 2010.          |
| Белци             | 39.714 (65,9%) | 38.641 (58,9%) |
| Афроамериканци    | 1.417 (2,3%)   | 1.528 (2,3%)   |
| Азијати           | 10.576 (17,5%) | 14.355 (21,9%) |
| Хиспаноамериканци | 5.793 (9,6%)   | 8.172 (12,5%)  |
| Укупно            | 60.308         | 65.622         |

## Партнерски градови
- Muñoz
- Qufu Sangju
- Умањ
- Вуси